# Francolinus levaillantii
Francolinus levaillantii là một loài chim trong họ Phasianidae.